# استفتاء جزر فوكلاند 2013
استفتاء جزر فوكلاند أجري في جزر فوكلاند في 10-11 مارس 2013. سُئل سكان جزر فوكلاند ما إذا كان أو لم يكن يؤيدون الاستمرار في وضعهم كأقليم ما وراء البحار للمملكة المتحدة فی ضوء دعوة الأرجنتين للمفاوضات بشأن السيادة علي الجزر.
نسبة الاقبال بلغت 92%,99.8% صوتوا بأغلبية ساحقة على البقاء كأراضي بريطانية، مع ثلاثة اصوات فقط ضد. رفضوا الاستمرار في وضعهم الحالي، أجريت استفتاء ثاني
حول البدائل الممكنة. أعلن براد سميث، رئيس فريق المراقبين الدوليين، أن الاستفتاء كان حراً ونزيهة، ونُفذ وفقاً للمعايير الدولية والقوانين الدولية.. ولكن الأمم المتحدة لم تعترف بالاستفتاء لأنه لم يتم تنظيمه أو إجراؤه تحت رعاية هذه الهيئة، بل نظمته المملكة المتحدة من جانب واحد، وهو ما ينتهك القرار A/RES/31/49 الصادر عن الجمعية العامة للأمم المتحدة، والذي تنص الفقرة الرابعة منه على أن:

## التاريخ

### الخلفية
عقدت مفاوضات حول السيادة على الجزر بين الأرجنتين والمملكة المتحدة ما بين 1960-1970,لكن لم يتم التوصل إلى اتفاق. في عام 1982 المجلس العسكري الأرجنتيني،الذي حكم الأرجنتين في ذلك الوقت، قام بغزو واحتلال الجزر، بدأت حرب الفوكلاند وفي نهاية الحرب سيطرت القوات البريطانية على الجزر مرة أخرى. منذ انتهاء الحرب، واصلت الأرجنتين الدعوة من أجل أستئناف المفاوضات، لكن المملكة المتحدة رفضت هذه الطلبات، وأعلنت أن لسكان جزر فوكلاند الحق في تقرير المصير.
في الذكرى الرابعة لبدء الحرب، أجرت جمعية جزر فوكلاند ومعهد ماربلان مسح عن سيادة جزر فوكلاند علي جميع الناخبين المسجلين في الجزر، والنتيجة أظهرت أن 96.45٪ من سكان الجزر يدعمون البقاء تحت السيادة البريطانية. بعد ثماني سنوات، في أستطلاع أخر رفض 87٪ من سكان الجزر مناقشة سيادة الجزر تحت أي ظرف من الظروف، وفضلوا أن يبقوا تحت السيادة البريطانية.

### التوترات الأخيرة
بدأ التوتر مرة أخرى حول وضع الجزر مع اقتراب الذكرى الثلاثين لحرب فوكلاند وقرار حكومة جزر فوكلاند البدء بالتنقيب عن النفط
في المياة الإقليمية لجزر فوكلاند. وأدى ذلك إلى حظر الحكومة الأرجنتينية السفن المتعلقة بصناعة النفط وترفع علم جزر فوكلاند من الرسو في الموانئ الأرجنتينية.